# Strophidia directaria
Strophidia directaria är en fjärilsart som beskrevs av Walker. Strophidia directaria ingår i släktet Strophidia och familjen Uraniidae. Inga underarter finns listade i Catalogue of Life.